# 南オーストラリア州の地方公共団体

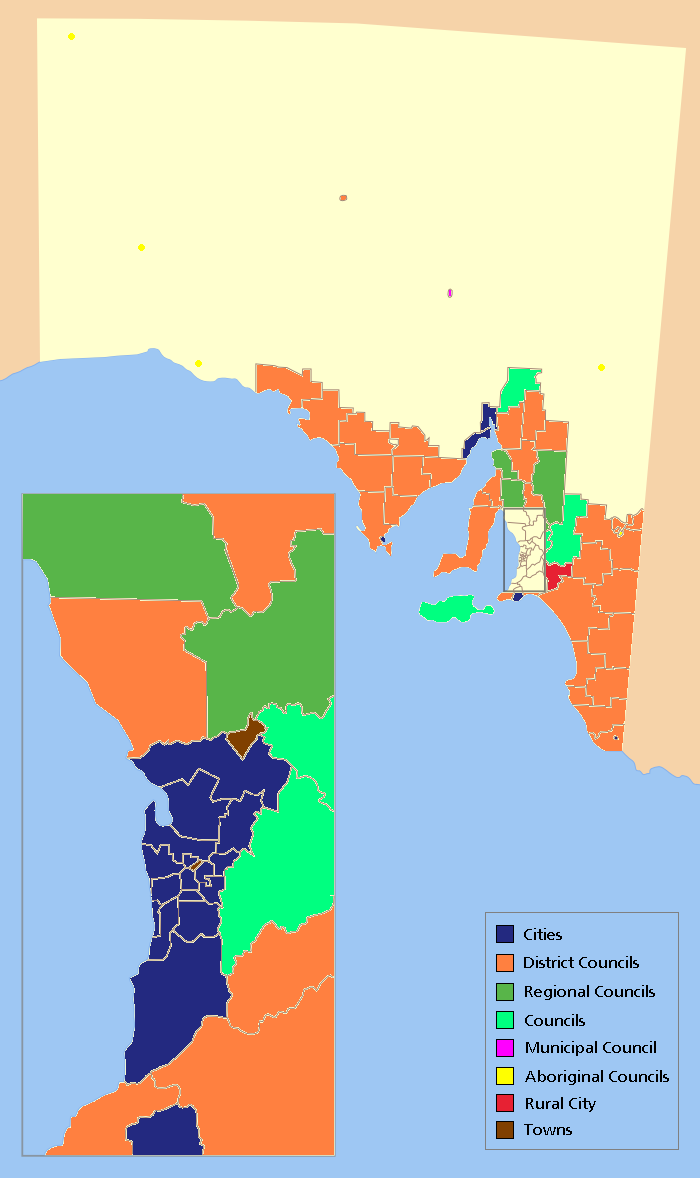
南オーストラリア州は、City（紺）、District Council（オレンジ）、Regional Council（緑）、Council（エメラルドグリーン）、Municipal Council（桃）、Aboriginal Council（クリーム）、Rural City（赤）、Town（茶色）で構成される。

南オーストラリア州の地方公共団体（Local government areas of South Australia）では、オーストラリア・南オーストラリア州の地方公共団体（Local government area）を取り扱う。
64の地方公共団体によって構成される。また、ニューサウスウェールズ州、ビクトリア州と同様に無住地域が設定されている。

## 地方公共団体一覧
| 日本語名                                                                 | 英語版リンク                                                  | 地域圏               |
| ------------------------------------------------------------------------ | ------------------------------------------------------------- | -------------------- |
| シティ・オブ・アデレード                                                 | Adelaide, City of                                             | アデレード都市圏     |
| アデレード・ヒルズ・カウンシル                                           | Adelaide Hills Council                                        | アデレード都市圏     |
| シティ・オブ・キャンベルタウン_(南オーストラリア州)                      | Campbelltown, City of                                         | アデレード都市圏     |
| シティ・オブ・チャールズ・シュトゥルト                                   | Charles Sturt, City of                                        | アデレード都市圏     |
| タウン・オブ・ゴーラー                                                   | Gawler, Town of                                               | アデレード都市圏     |
| シティ・オブ・ホールドファスト・ベイ                                     | Holdfast Bay, City of                                         | アデレード都市圏     |
| シティ・オブ・マリオン                                                   | Marion, City of                                               | アデレード都市圏     |
| シティ・オブ・ミッチャム                                                 | Mitcham, City of                                              | アデレード都市圏     |
| シティ・オブ・ノーウッド・ペインハム・アンド・セントピーターズ           | Norwood Payneham & St Peters, City of                         | アデレード都市圏     |
| シティ・オブ・オンカパリンガ                                             | Onkaparinga, City of                                          | アデレード都市圏     |
| シティ・オブ・ポート・アデレード・エンフィールド                         | Port Adelaide Enfield, City of                                | アデレード都市圏     |
| シティ・オブ・プレイフォード                                             | Playford, City of                                             | アデレード都市圏     |
| シティ・オブ・ソルズベリー                                               | Salisbury, City of                                            | アデレード都市圏     |
| シティ・オブ・ティーツリー・ガリー                                       | Tea Tree Gully, City of                                       | アデレード都市圏     |
| シティ・オブ・ウンレイ                                                   | Unley, City of                                                | アデレード都市圏     |
| タウン・オブ・ウォーカーヴィル                                           | Walkerville, Town of                                          | アデレード都市圏     |
| シティ・オブ・ウエスト・トーレンス                                       | West Torrens, City of                                         | アデレード都市圏     |
| ディストリクト・カウンシル・オブ・セドゥーナ                             | Ceduna, District Council of                                   | エアー半島           |
| ディストリクト・カウンシル・オブ・クリーヴ                               | Cleve, District Council of                                    | エアー半島           |
| ディストリクト・カウンシル・オブ・エリストン                             | Elliston, District Council of                                 | エアー半島           |
| ディストリクト・カウンシル・オブ・フランクリン・ハーバー                 | Franklin Harbour, District Council of                         | エアー半島           |
| ディストリクト・カウンシル・オブ・セドゥーナ                             | Ceduna, District Council of                                   | エアー半島           |
| ディストリクト・カウンシル・オブ・キムバ                                 | Kimba, District Council of                                    | エアー半島           |
| ディストリクト・カウンシル・オブ・ロウワー・エアー・ペニンシュラ         | District Council of Lower Eyre Peninsula, District Council of | エアー半島           |
| シティ・オブ・ポートオーガスタ                                           | Port Augusta, City of                                         | エアー半島           |
| シティ・オブ・ポートリンカーン                                           | Port Lincoln, City of                                         | エアー半島           |
| ディストリクト・カウンシル・スティーキー・ベイ                           | Streaky Bay, District Council of                              | エアー半島           |
| ディストリクト・カウンシル・トゥンビー・ベイ                             | Tumby Bay, District Council of                                | エアー半島           |
| ウィドナ・ディストクリト・カウンシル                                     | Wudinna District Council                                      | エアー半島           |
| シティ・オブ・ワイラ                                                     | Whyalla, City of                                              | エアー半島           |
| バロッサ・カウンシル                                                     | Barossa Council                                               | 中部                 |
| ディストリクト・カウンシル・オブ・バルンガ・ウエスト                     | District Council of Barunga West                              | 中部                 |
| ディストリクト・カウンシル・オブ・クレア・アンド・ギルバート・ヴァレーズ | Clare and Gilbert Valleys, District Council of                | 中部                 |
| ディストリクト・カウンシル・オブ・カッパーコースト                       | Copper Coast, District Council of the                         | 中部                 |
| フリンダース・レンジズ・カウンシル                                       | Flinders Ranges Council                                       | 中部                 |
| リージョナル・カウンシル・オブ・ゴイダー                                 | Goyder, Regional Council of the                               | 中部                 |
| ライト・リージョナル・カウンシル                                         | Light Regional Council                                        | 中部                 |
| ディストリクト・カウンシル・オブ・マラーラ                               | Mallala, District Council of the                              | 中部                 |
| ディストリクト・カウンシル・オブ・マウントリマーカブル                   | Mount Remarkable, District Council of the                     | 中部                 |
| ノーザン・エリアズ・カウンシル                                           | Northern Areas Council                                        | 中部                 |
| ディストリクト・カウンシル・オブ・オルルー・カリエトン                   | Orroroo Carrieton, District Council of the                    | 中部                 |
| ディストリクト・カウンシル・オブ・ピーターボロー                         | Peterborough, District Council of the                         | 中部                 |
| ポート・ピリー・リージョナル・カウンシル                                 | Port Pirie Regional Council                                   | 中部                 |
| ウェイクフィールド・リージョナル・カウンシル                             | Wakefield Regional Council                                    | 中部                 |
| ディストリクト・カウンシル・オブ・ヨーク・ペニンシュラ                   | Yorke Peninsula, District Council of                          | 中部                 |
| アレクサンドリナ・カウンシル                                             | Alexandrina Council                                           | 南部およびヒルズ地方 |
| カンガルーアイランド・カウンシル                                         | Kangaroo Island Council                                       | 南部およびヒルズ地方 |
| ディストリクト・カウンシル・オブ・マウントベイカー                       | Mount Barker, District Council of                             | 南部およびヒルズ地方 |
| シティ・オブ・ヴィクターハーバー                                         | Victor Harbor, City of                                        | 南部およびヒルズ地方 |
| ディストリクト・カウンシル・オブ・ヤンカリラ                             | Yankalilla, District Council of                               | 南部およびヒルズ地方 |
| ベリ・バーメラ・カウンシル                                               | Berri Barmera Council                                         | マレー・マリー       |
| ザ・クーロング・ディストリクト・カウンシル                               | Coorong District Council, the                                 | マレー・マリー       |
| ジェラルド・コミュニティ・カウンシル                                     | Gerard Community Council                                      | マレー・マリー       |
| ディストリクト・カウンシル・オブ・カルーンダ・イースト・マレー           | Karoonda East Murray, District Council of                     | マレー・マリー       |
| ディストリクト・カウンシル・オブ・ロックストン・ワイケリー               | District Council of Loxton Waikerie                           | マレー・マリー       |
| ミッド・マレー・カウンシル                                               | Mid Murray Council                                            | マレー・マリー       |
| ルーラル・シティ・オブ・マレー・ブリッジ                                 | Rural City of Murray Bridge                                   | マレー・マリー       |
| レンマーク・パリンガ・カウンシル                                         | Renmark Paringa Council                                       | マレー・マリー       |
| サザン・マリー・ディストリクト・カウンシル                               | Southern Mallee District Council                              | マレー・マリー       |
| ディストリクト・カウンシル・オブ・グラント                               | Grant, District Council of                                    | 南東部地方           |
| キングストン・ディストリクト・カウンシル                                 | Kingston District Council                                     | 南東部地方           |
| シティ・オブ・マウントガンビア                                           | Mount Gambier, City of                                        | 南東部地方           |
| ディストリクト・カウンシル・オブ・ローブ                                 | Robe, District Council of                                     | 南東部地方           |
| タティアラ・ディストリクト・カウンシル                                   | Tatiara District Council                                      | 南東部地方           |
| ワットル・レンジ・カウンシル                                             | Wattle Range Council                                          | 南東部地方           |
| アナング・ピトゥジャントジャティアラ・ヤンクニュトジャティアラ           | Anangu Pitjantjatjara Yankunytjatjara                         | アウトバック         |
| ディストリクト・カウンシル・オブ・クーバー・ペディ                       | Coober Pedy, District Council of                              | アウトバック         |
| マラリンガ・ティアルトゥジャ                                             | Maralinga Tjarutja                                            | アウトバック         |
| ネパブンナ・コミュニティ・カウンシル                                     | Nepabunna Community Council                                   | アウトバック         |
| アウトバック・エリアズ・コミュニティ・ディヴェロップメント・トラスト     | Outback Areas Community Development Trust                     | アウトバック         |
| マニシパル・カウンシル・オブ・ロックスビー・ダウンズ                     | Roxby Downs, Municipal Council of                             | アウトバック         |
| ヤーラタ・コミュニティ                                                   | Yalata Community                                              | アウトバック         |